# Усть-Мая (аэропорт)
Аэропорт «Усть-Мая» — региональный аэропорт, расположен в посёлке Петропавловск в Якутии. Обеспечивает регулярное сообщение с региональным центром — Якутском, а также вертолётное сообщение с другими труднодоступными населёнными пунктами Усть-Майского улуса.

## Технические характеристики
Аэродром: класса Г, ГВПП МК 61-241; 1900×60 м.
РТО-ОПРС(БПРМ),ОРЛ-Т,АРП-7.
СТО-ОМИ «КУРС-1»
Аэровокзал 50 пассажиров в час.
Склад ГСМ 6380 м3.

### Принимаемые типыВС
Ан-2, Ан-12, Ан-72, Ан-74 (зимой), Ан-24, Ан-26, Ан-28, Л-410 и др. типы ВС 3-4 класса, вертолёты всех типов.

## Показатели деятельности
| год             | 2014 | 2015 | 2016 | 2017  |
| тыс. пассажиров | 9,20 | 10,8 | 11,3 | 10,68 |
| Источники:      |      |      |      |       |

## Происшествия
- 25 февраля 1970 года — катастрофа Ил-14 в Усть-Мае. Погибли 5 человек.